# 기타미시
기타미시(일본어: 北見市)는 일본 홋카이도 오호츠크 종합진흥국 관내에 있는 시로, 오호츠크 관내에서 가장 많은 인구를 가지고 있다. 2006년의 합병으로 도내 8위의 인구가 되었지만, 면적이 넓은 만큼 인구 밀도는 낮게 나타난다. 연교차가 심하여 8월에 최고 영상 37도에 달한 기록이 있는 한편 겨울에는 최저 영하 31도에 달하기도 했다.

## 개요
이름은 마쓰우라 다케시로가 명명한 기타미국(北見国)이라는 율령국 이름에서 유래했다.
2006년 3월 5일에 구 기타미시와 도코로군 루베시베정, 단노정, 도코로정이 합병해 새로운 기타미시가 탄생하여 오호츠크해와 접하게 되었다. 시정촌 면적으로는 홋카이도에서 가장 넓고, 일본 전국에서도 기후현 다카야마시, 시즈오카현 하마마쓰시, 도치기현 닛코시에 이어 4위이다. 시의 서쪽 끝인 세키호쿠 고개에서 동쪽 끝인 오호츠크해까지의 도로 길이는 오오테마치-아시노코를 묶는 하코네 역전 마라톤 코스와 비슷한 110km에 이르며, 자치체 길이로만 따지면 일본에서 가장 길다. 이 광대한 시역을 커버하기 위해 각 지역마다 자치구를 설치하여 4명의 자치구장이 배치되었다.
북극여우가 많이 서식하며, 가끔씩 주택가에 출몰하기도 한다. 루베시베 자치구 내에는 《북쪽 여우 목장》이 다수 있다.

## 일반 현황
2010년 2월 28일을 기준으로 기타미시의 일반 현황은 다음과 같다.
- 면적: 1,427.56km2
- 인구: 125,998명
  - 남성: 60,142명
  - 여성: 65,856명
- 세대수: 59,744세대
- 인구밀도: 90.43명/km2

## 지리
오호츠크 종합진흥국 오호츠크해 연안 지역부터 기타미 분지까지 걸쳐 있다. 기타미 분지는 중앙부를 남서쪽에서 북동쪽으로 흐르는 주류인 도코로강과 그 지류들에 의해서 형성되었다. 서쪽에는 다이세쓰산, 동쪽에는 아바시리, 시레토코반도, 북쪽에는 사로마호, 남쪽에는 아칸 국립공원이 있다.

### 기후
북쪽 해안부에 위치한 옛 도코로정 지역은 여름 22도, 겨울은 -10도 정도이며 계절에 따른 기온차가 비교적 적다. 그러나 최근 기후 변화에 따라 푄 현상이 자주 발생하며 겨울에는 유빙이 출현하기도 한다. 이외 지역은 분지에 있기 때문에 기온차가 커서 여름에는 약 35도, 겨울에는 영하 20도에 이른다. 적설량은 홋카이도 평균보다는 적고, 연간 강수량도 홋카이도에서는 가장 적다. 일본 내에서도 손꼽히는 일조량을 가지고 있으며, 태양 에너지를 이용한 과학 연구가 활발하다.
| 기타미시의 기후                                              | 기타미시의 기후 | 기타미시의 기후 | 기타미시의 기후 | 기타미시의 기후 | 기타미시의 기후 | 기타미시의 기후 | 기타미시의 기후 | 기타미시의 기후 | 기타미시의 기후 | 기타미시의 기후 | 기타미시의 기후 | 기타미시의 기후 | 기타미시의 기후 |
| 월                                                           | 1월             | 2월             | 3월             | 4월             | 5월             | 6월             | 7월             | 8월             | 9월             | 10월            | 11월            | 12월            | 연간            |
| ------------------------------------------------------------ | --------------- | --------------- | --------------- | --------------- | --------------- | --------------- | --------------- | --------------- | --------------- | --------------- | --------------- | --------------- | --------------- |
| 역대 최고 기온 °C (°F)                                       | 8.0 (46.4)      | 10.7 (51.3)     | 17.1 (62.8)     | 32.2 (90.0)     | 38.1 (100.6)    | 37.2 (99.0)     | 37.2 (99.0)     | 37.1 (98.8)     | 32.7 (90.9)     | 27.7 (81.9)     | 22.0 (71.6)     | 14.5 (58.1)     | 38.1 (100.6)    |
| 일평균 최고 기온 °C (°F)                                     | −2.6 (27.3)     | −1.6 (29.1)     | 3.3 (37.9)      | 11.1 (52.0)     | 17.8 (64.0)     | 21.3 (70.3)     | 24.6 (76.3)     | 25.4 (77.7)     | 21.7 (71.1)     | 15.5 (59.9)     | 7.6 (45.7)      | 0.0 (32.0)      | 12.0 (53.6)     |
| 일일 평균 기온 °C (°F)                                       | −8.0 (17.6)     | −7.4 (18.7)     | −1.9 (28.6)     | 5.1 (41.2)      | 11.2 (52.2)     | 15.4 (59.7)     | 19.1 (66.4)     | 20.2 (68.4)     | 16.2 (61.2)     | 9.5 (49.1)      | 2.4 (36.3)      | −5.1 (22.8)     | 6.4 (43.5)      |
| 일평균 최저 기온 °C (°F)                                     | −14.2 (6.4)     | −14.0 (6.8)     | −7.6 (18.3)     | −0.6 (30.9)     | 5.2 (41.4)      | 10.3 (50.5)     | 14.7 (58.5)     | 15.9 (60.6)     | 11.3 (52.3)     | 3.9 (39.0)      | −2.6 (27.3)     | −10.8 (12.6)    | 1.0 (33.8)      |
| 역대 최저 기온 °C (°F)                                       | −30.1 (−22.2)   | −30.9 (−23.6)   | −24.3 (−11.7)   | −14 (7)         | −4.8 (23.4)     | −0.9 (30.4)     | 3.4 (38.1)      | 6.3 (43.3)      | 0.3 (32.5)      | −5.7 (21.7)     | −16.3 (2.7)     | −24.6 (−12.3)   | −30.9 (−23.6)   |
| 평균 강수량 mm (인치)                                        | 39.3 (1.55)     | 29.0 (1.14)     | 35.1 (1.38)     | 45.0 (1.77)     | 56.2 (2.21)     | 66.2 (2.61)     | 94.5 (3.72)     | 128.9 (5.07)    | 111.8 (4.40)    | 77.2 (3.04)     | 40.3 (1.59)     | 51.3 (2.02)     | 774.8 (30.50)   |
| 평균 강설량 cm (인치)                                        | 109 (43)        | 85 (33)         | 81 (32)         | 26 (10)         | 1 (0.4)         | 0 (0)           | 0 (0)           | 0 (0)           | 0 (0)           | 0 (0)           | 16 (6.3)        | 92 (36)         | 414 (163)       |
| 평균 월간 일조시간                                           | 106.1           | 119.5           | 157.6           | 165.5           | 174.9           | 157.2           | 153.4           | 148.5           | 148.0           | 153.8           | 126.8           | 112.9           | 1,724.3         |
| 출처: 일본 기상청 (평년값: 1991년~2020년, 극값: 1976년~현재) |                 |                 |                 |                 |                 |                 |                 |                 |                 |                 |                 |                 |                 |

## 역사
- 1872년 - 도코로군에 도코로촌, 노쓰케우시촌 등이 성립하였다.
- 1916년 - 노쓰케우시촌이 정으로 승격해 노쓰케우시정이 되었다.
- 1921년 - 무카촌이 정으로 승격·개칭해 루베시베정이 되었다.
- 1942년 - 노쓰케우시정이 시로 승격·개칭해 기타미시가 되었다.
- 1950년 - 도코로촌이 정으로 승격해 도코로정이 되었다.
- 1956년 9월 30일 - 아이우치촌을 합병했다.
- 1961년 - 단노촌이 정으로 승격해 단노정이 되었다.
- 2004년 3월 5일 - 루베시베정, 단노정, 도코로정과 합병해 4개 시정 지역에 새로운 기타미시를 설치했다.

## 산업
농업, 임업, 관광업, 제당업이 주 산업으로, 특히 밭농사가 활발하다. 양파 생산량은 일본 1위로 전체 생산량의 약 25%를 차지한다. 다이쇼 시대부터 쇼와 시대 초기에 걸쳐 기타미 지방은 전세계 박하 생산량의 70%를 차지하던 적도 있었고, 지금도 박하 기념관이 있다. 현재 박하는 화학적으로 합성하는 수법이 주류가 되어 재배 면적이 급감했지만, 현재도 일부에서 재배되고 있다. 또 자주 자생하고 있는 모습도 볼 수 있다.
오호츠크해와 접하는 도코로 자치구(해안부)에는 도코로 어업협동조합이 있고, 일본에서 가리비 어획량이 유수한 규모를 자랑하고 연어·송어·털게도 잡힌다. 사로마호에서는 굴·가리비 양식이 번성한다.

## 교통

### 철도
- 홋카이도 여객철도 세키호쿠 본선

### 도로
- 국도 39호선
- 국도 238호선
- 국도 242호선
- 국도 333호선(일본어판)

## 교육

### 대학
- 기타미 공업대학(北見工業大学, Kitami Institute of Technology)

## 자매 도시
- 미국 뉴저지주 엘리자베스
- 대한민국 경상남도 진주시
- 캐나다 앨버타주 바헤드
- 러시아 사할린주 포로나이스크